# アンドラーシュ1世 (ハンガリー王)
アンドラーシュ1世 （ハンガリー語: I. András, 1015年頃 - 1060年12月6日以前）は、ハンガリー王（在位：1047年 - 1060年）。エンドレ1世（I. Endre）ともいう。アールパード家の一門。15年間の亡命生活後、異教徒のハンガリー人らが起こした大規模反乱の最中に王位に就いた。しかし、かれは王国のキリスト教化を強力に進め、神聖ローマ帝国に対するハンガリー王国の独立性を保つのに努めた。自身の嫡子シャロモンを後継にしようとしたことが、実の弟ベーラ（のちのベーラ1世）が武力を持って甥から王位を奪うべく反乱を起こすきっかけとなった。

## 幼年期
アンドラーシュは、初代ハンガリー王イシュトヴァーン1世の従弟にあたるヴァズル公の次男として生まれた。母親はおそらく、異教の装束を未だ身につけていたヴァズルの側室であったとされる。
1031年9月2日、イシュトヴァーン1世の一人息子イムレがイノシシ狩りの事故で死んだ。王は、キリスト教化が半ばしか進んでいないハンガリーを異教の国へ戻すつもりはなく、自身の政策を継承する者が王位に就くことを望んでいた。彼は妹の息子でヴェネツィア共和国元首の子であるオルセオロ・ペーテルを後継をすることを画策した。しかし、ヴァズル公は異教の装束であることや、王の殺害をもくろむ陰謀に加担したのではないかと疑われた。暗殺事件は失敗し、ヴァズルは捕らえられて両目をくりぬかれ、両耳に熱して溶けた鉛を注ぎ込まれて殺害された。彼の3人の息子たちは国外へ逃亡した。

## 背景
ハンガリーの氏族社会では、長子相続制が採用されておらず、男系の年長者から後継を選ぶやり方が好まれていた。これは、在位している王にとってアールパード家の分枝の男系が危険な存在であることを意味した。アンドラーシュの属した分枝は、本流であるイシュトヴァーン1世とは対立する間柄であったのである。半世紀ほど前は、一族間の対立関係はキリスト教に改宗した者と異教のままの者との対立でもあった。本流は1038年のイシュトヴァーン1世の死で途絶え、当時存命であったその他の男系の者たちが候補に挙げられることになった。11世紀のハンガリー氏族社会は、いまだ男系による排他的な相続制を信じていたのである。

## 亡命
父ヴァズルの悲劇的な死の後、兄弟たちは国を離れざるを得なかった。初めはボヘミアへ逃げ、続いてポーランドへ逃げた際にはベーラがポーランド王家であるピャスト家の王女と結婚した。アンドラーシュとレヴェンテは王家と縁続きになったベーラによって自分たちが見劣りすると感じ、さらにキエフへ移住した。そこでアンドラーシュは、キエフ大公ヤロスラフ1世とスウェーデン王女インゲゲルド（スウェーデン王オーロフの娘）の娘アナスタシヤと結婚した。 
同じ頃ハンガリーでは、オルセオロ・ペーテルがイシュトヴァーン1世の義弟アバ・シャームエルによって1041年に王座を追われていた。しかしペーテルは神聖ローマ皇帝ハインリヒ3世の軍事的援助を受けて王座を取り戻そうとしていた。支援と引き替えに、ペーテルはハンガリー王国の主権を皇帝に渡す、すなわち神聖ローマ帝国への従属を表明した。ペーテルは王国支配を強めることができなかった。彼はイシュトヴァーン1世の王妃ギーゼラをハンガリーから追い出したことで聖職者らの支持を失ったのである。
シャグレド・ゲラルド司教率いるハンガリーの反徒らは、アンドラーシュら兄弟たちを呼び戻すことに決めて手紙を送った。アンドラーシュとレヴェンテがハンガリーに到着したその時、異教徒のハンガリー人らを中心とした大規模反乱が勃発した。2人の兄弟はアバウージヴァール（en:Abaújvár、現在ハンガリー北部ボルショド・アバウーイ・ゼンプレーン県の村。スロバキア国境に近い）で反乱側と同盟した。オルセオロ・ペーテルは神聖ローマ帝国へ逃亡しようとしたが捕らえられ、アンドラーシュらの追従者らに両目を潰された。

## 王位のための争い

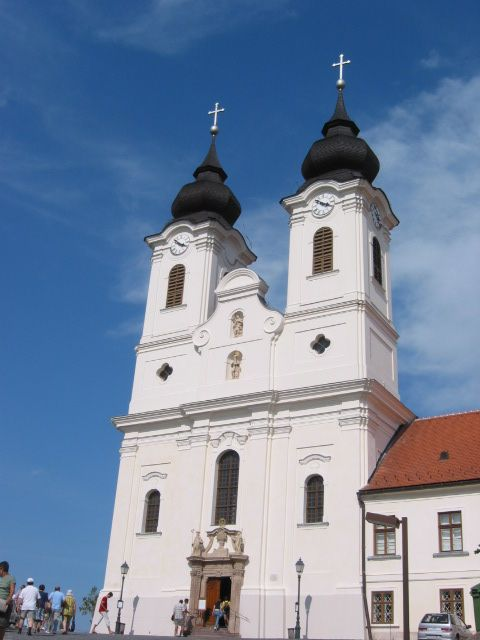
アンドラーシュの埋葬場所であるティハニ修道院

ハンガリーの年代記はこう記述している。オルセオロ・ペーテルの没落に伴い、異教徒でいることに決めた兄レヴェンテと合意の上でアンドラーシュがハンガリーを統治することになった。兄の死後、アンドラーシュは1047年に戴冠しただけだった。
それにもかかわらず、彼はキリスト教化政策を続けた。戴冠式後、彼はイシュトヴァーン1世の法令をいっそう強固にし、外国人聖職者をハンガリーに招聘した。なぜなら異教徒の反乱側がキリスト教聖職者たちを何人か殺害したからである。
神聖ローマ帝国との関係は緊張したままだった。皇帝がオルセオロ・ペーテルの同盟者であっただけでなく、帝国の臣下であったからである。アンドラーシュは帝国の宮廷へ大使を派遣し、皇帝への臣従を表明した。ところがハインリヒ3世は和平を拒絶した。そのためにアンドラーシュは間近となった戦争の準備を始めた。彼はポーランドで軍事指導者として功名をあげていた実弟ベーラを宮廷へ呼び寄せ、ハンガリー王国の1/3の支配権を彼に委任した。
1051年、ハインリヒ3世は対ハンガリー遠征に乗りだしたが、皇帝軍は、全軍が偽の手紙により退却を誘発させられ、ヴェールテシュの丘で打ち負かされた。1051年の終わり、修道士クリュニーのユーが2人の君主の間の調停に入ったが、皇帝は和平を拒んだ。翌1052年、皇帝は艦隊を率いてポゾニ（現在のブラチスラヴァ）へ進軍したが、彼の艦船はアンドラーシュ軍により沈められた。この時、ローマ教皇レオ9世が和平を調停しようとしたが、またもハインリヒ3世はアンドラーシュの申し出を受け入れなかった。皇帝軍が撤退したとき、1053年にアンドラーシュは反皇帝派勢力であるバイエルン公コンラート2世と同盟を結んだ。 
1055年、アンドラーシュはバラトン湖畔にベネディクト会派のティハニ修道院を創設した。彼は当地にいた正教会修道女のための修道院も建てた。

## 王位継承の危機
1057年、アンドラーシュ1世は当時5歳の嫡子シャラモンを王として戴冠させ、後継とするのを確実にしようとしていた。しかし、シャラモンの戴冠はベーラ公を激怒させた。彼はアンドラーシュの後継としてかつて任命されており、立腹したベーラは宮廷を去り領地を放置した。1058年9月、アンドラーシュは新皇帝ハインリヒ4世とマルヒフェルトで私的に会合し、和平を確定させた。和平の証として、幼いシャラモンとハインリヒ4世の妹ユディトの婚約が決められた。
皇帝との和平が締結したすぐ後、アンドラーシュはベーラ公にシャロモンの王位継承を受け入れるよう説得しようとした。しかしベーラは兄に対抗する兵を集めるためポーランドへ発った。
アンドラーシュは弟が反乱を計画していることを耳にし、自分の家族をオーストリアへ送って戦いに備えようとした。その最中にアンドラーシュは病となって歩行もおぼつかなくなってしまった。そのすぐ後、ベーラはポーランド軍を指揮してハンガリーへ戻り、王に対して決定的な勝利をおさめた。敗北したアンドラーシュはオーストリアへ逃れようとしたが、Theben峠（現在のオーストリア・ヴィーゼルブルク近郊）に来たところで馬上で倒れ、ベーラの配下に捕らえられた。アンドラーシュはジルク（現在ヴェスプレーム県の町）へ連行され、そこで死んだ。死後、ティハニ修道院に埋葬された。

## 家族
1039年頃にキエフ大公ヤロスラフ1世の娘アナスタシヤ（1023年頃 - 1074/96年頃）と結婚し、以下の子女をもうけた。
- アドレータ・ウヘルスカー（1040年頃 - 1062年） - ボヘミア王ヴラチスラフ2世妃
- シャラモン（1053年 - 1087年以後） - ハンガリー王（1063年 - 1074年）
- ダーヴィド（1053年以後 - 1094年以後）

## 伝承
アンドラーシュの嫡子シャラモンは、正式に自身で王として即位することはなかった。アンドラーシュの実弟ベーラの息子が、シャラモンでもなく、男系子孫を残していたダーヴィドでもなく、次第に優勢となっていったからである。しかし、アンドラーシュの子孫はハンガリー王家の中ではなく、ポーランドのピャスト家に血を残した。